# Kinloch
Kinloch és una població dels Estats Units a l'estat de Missouri. Segons el cens del 2000 tenia 449 habitants.

## Demografia
Segons el cens del 2000, Kinloch tenia 449 habitants, 157 habitatges, i 116 famílies. La densitat de població era de 237,5 habitants per km².
Dels 157 habitatges en un 37,6% hi vivien nens de menys de 18 anys, en un 14% hi vivien parelles casades, en un 50,3% dones solteres, i en un 26,1% no eren unitats familiars. En el 24,8% dels habitatges hi vivien persones soles el 8,3% de les quals corresponia a persones de 65 anys o més que vivien soles. El nombre mitjà de persones vivint en cada habitatge era de 2,86 i el nombre mitjà de persones que vivien en cada família era de 3,39.
Per edats la població es repartia de la següent manera: un 38,3% tenia menys de 18 anys, un 11,1% entre 18 i 24, un 21,4% entre 25 i 44, un 20,5% de 45 a 60 i un 8,7% 65 anys o més.
L'edat mediana era de 26 anys. Per cada 100 dones de 18 o més anys hi havia 84,7 homes.
La renda mediana per habitatge era de 10.156 $ i la renda mediana per família d'11.875 $. Els homes tenien una renda mediana de 22.500 $ mentre que les dones 12.031 $. La renda per capita de la població era de 8.798 $. Entorn del 57,5% de les famílies i el 58,5% de la població estaven per davall del llindar de pobresa.

## Poblacions més properes
El següent diagrama mostra les poblacions més properes.